# Verificacionismo
O verificacionismo, também conhecido como princípio de verificação ou critério de verificabilidade do significado, é a doutrina filosófica que sustenta que apenas as afirmações que são empiricamente verificáveis (ou seja, verificáveis através dos sentidos) são cognitivamente significativas, ou então são verdades da lógica (tautologias).
Assim, o verificacionismo rejeita como cognitivamente declarações "sem sentido" específicas de campos inteiros como metafísica, teologia, ética e estética. Tais declarações podem ser significativas para influenciar emoções ou comportamentos, mas não em termos de transmissão de valor de verdade, informação ou conteúdo factual. O verificacionismo foi uma tese central do positivismo lógico , um movimento na filosofia analítica que surgiu na década de 1920 pelos esforços de um grupo de filósofos que buscavam unificar filosofia e ciência sob uma teoria naturalista comum do conhecimento.

## Origens
Embora princípios verificacionistas de tipo geral – fundamentando a teoria científica em alguma experiência verificável – sejam encontrados retrospectivamente até mesmo com o pragmatista americano C. S. Peirce e com o convencionalista francês Pierre Duhem que promoveu o instrumentalismo, o vigoroso programa de verificacionismo foi lançado pelos positivistas lógicos que, emergindo do Círculo de Berlim e do Círculo de Viena na década de 1920, buscavam uma epistemologia pela qual o discurso filosófico fosse, em sua percepção, tão autoritário e significativo quanto a ciência empírica.
Os positivistas lógicos obtiveram o critério de verificabilidade da significância cognitiva da filosofia da linguagem do jovem Ludwig Wittgenstein apresentada em seu livro de 1921 Tractatus, e, liderados por Bertrand Russell, buscaram reformular a distinção analítico-sintética de uma maneira que reduziria a matemática e lógica às convenções semânticas. Isso seria fundamental para o verificacionismo, pois a lógica e a matemática seriam classificadas como conhecimento sintético a priori e definidas como "sem sentido" sob o verificacionismo.
Buscando fundamentar-se no empirismo de David Hume, Auguste Comte e Ernst Mach — junto com o positivismo dos dois últimos — eles tomaram emprestado algumas perspectivas de Immanuel Kant, e encontraram um modelo de ciência exemplar, como a teoria da relatividade geral de Albert Einstein.